# Kirchenburg Eibesdorf
Die Kirchenburg Eibesdorf (rumänisch Biserica fortificată din Ighișu Nou) befindet sich im Dorf Ighișu Nou der Stadt Mediaș in Siebenbürgen, Rumänien.

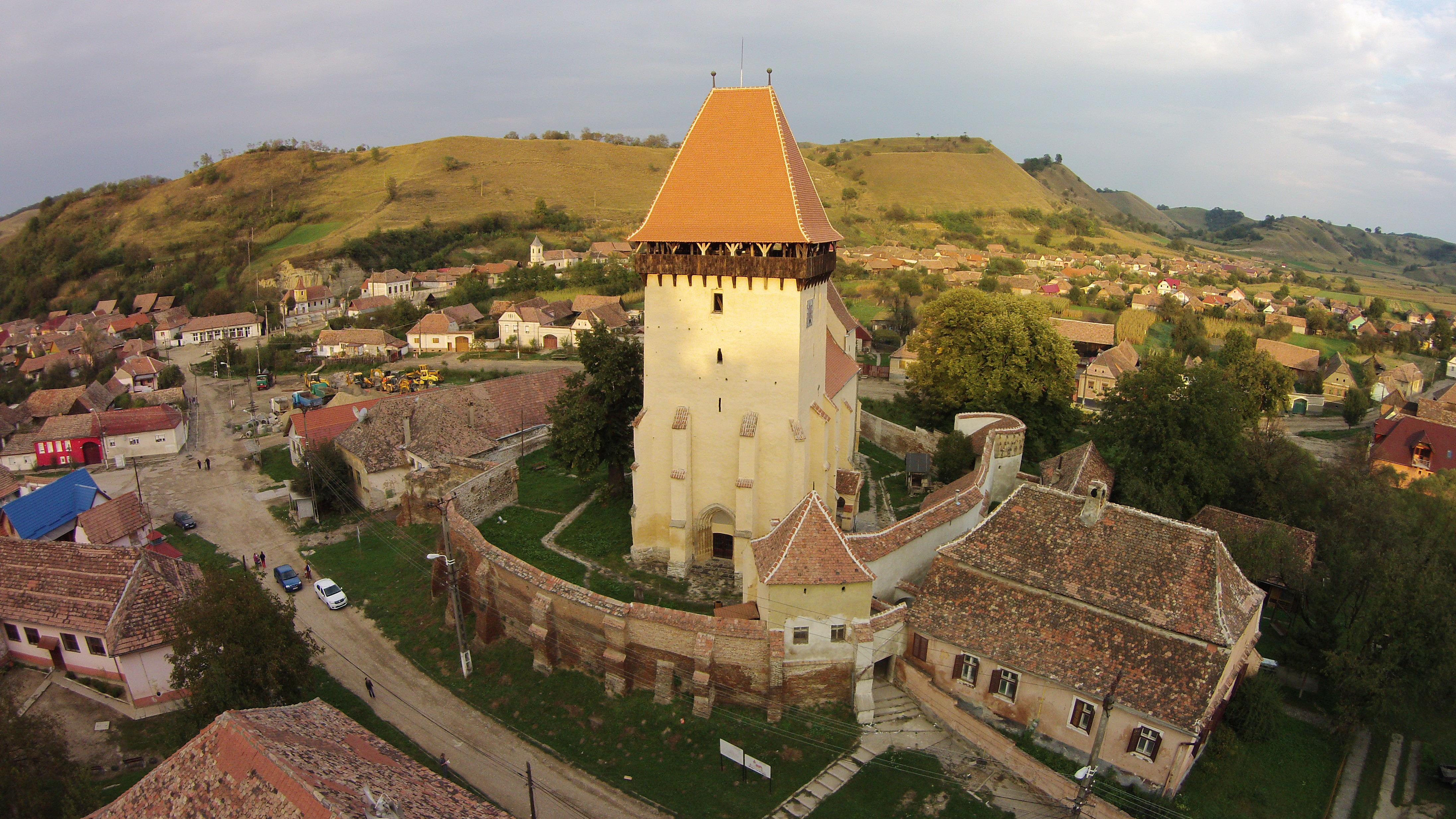
Kirchenburg Eibesdorf

## Geschichte
Der Ort war untertänig und befand sich im Besitz der Familie Apafi, erlangte jedoch bald den Status einer freien Gemeinde auf Königsboden. 1414 wird die Marienkirche erwähnt, sodass der Bau der gotischen Saalkirche in das 14. Jahrhundert datiert werden kann. Die Kirche wurde im 15. Jahrhundert vollendet und Ende des 15. Jahrhunderts  zur Wehrkirche umgebaut, wobei der Chor ein Wehrgeschoss erhielt. Als Pendant dazu setzte man an der Westseite den nur über einen Treppenstollen zugänglichen Bergfried. Im Jahr 1985 wurde eine Drainage entlang der westlichen der Ringmauer angelegt und 1995–1997 Reparaturen an Kirche und Bering von Mediascher Firma durchgeführt.

## Bering
Die im Grundriss unregelmäßige Ringmauer wurde 1515 errichtet. Der Bering ist über den südlichen Zwinger zugänglich. Der  Torturm im Südwesten ist zur Burghüterwohnung umgebaut. Weiter befindet sich ein halbkreisförmiger Schalenturm mit angeblendeter Zinnendekoration und eine Bastei im Norden, die früher wahrscheinlich ein Fruchthaus war. Der Bergfried  trägt eine Wehrplattform mit Walmdach.

## Kirche
Ein Fallgatter schützte das das erhalten gebliebene Stufenportal, dessen Kämpfer aufgeblühte Rosen tragen. Chor- und Saalmauern werden von Strebepfeilern gestützt. Durch das Portal gelangt man in die niedrige Turmhalle, über der sich das Westempore mit Sterngewölbe befindet. Hier steht die 1775 von Johannes Hahn geschaffene und 183 mit einem klassizistischen Gehäuse neugefasste Orgel. Seit Abbruch der gotischen Gewölbe hat der Kirchensaal eine Flachdecke.  Der Barockaltar stammt vom Ende des 18. Jahrhunderts. An den Wänden befinden sich 1951 aufgedeckte, aber wieder überstrichene gotische Wandmalereien. Im Süden des Saales befindet sich ein Spitzbogenportal. Das reich gegliederte Westportal mit fünffacher Abstufung hat ein Kapitellfries, das aufgeblühte Rosen darstellt. Der Triumphbogen zwischen Saal und Chor ist noch gotisch. An die Chorwand angeblendete Dienste auf Konsolen tragen das Steinrippengewölbe, das eine Rosette im Schlussstein hat. Das Sakristeiportal hat einen profilierten Kielbogen. Die Chorfenster haben reiches Maßwerk und interessante Bauplastik in der Form von Drollerien und einer Marienstatue. Die Sakramentsnische an der Nordwand datiert aus dem Jahr 1491. Die Sedilie in der hinteren Südwand hat ein dreieckiges Giebelfeld mit Halle angeblendeter spätgotischer Maßwerksdekoration.

## Museum
Im Burghüterhaus befindet sich ein kleines Museum. Die Ausstellung ist in vier Räumen untergebracht. Etwa 100 Exponate aus der Arbeits-, Studier- und Lebenswelt erinnern an die örtlichen Siebenbürger Sachsen, deren Nachkommen großenteils nach Deutschland ausgewandert sind.